# 中国（江苏）自由贸易试验区
中国（江苏）自由贸易试验区（英語：China (Jiangsu) Pilot Free Trade Zone）是在江苏省建立的自由贸易区，于2019年8月经国务院批复批准成立。自贸区实施范围119.97平方公里，涵盖南京（39.55平方公里）、苏州（60.15平方公里）以及连云港（20.27平方公里）三个片区。

## 历史

### 申报与筹备
2013年9月，江苏提交了建立自贸区两个方案，第一个方案是以综合保税区——苏州工业园综合保税区为核心，涵盖苏南5个城市，整合苏南地区海关特殊监管区域而建立自贸区；第二个方案则是以苏州工业园综合保税区为核心，整合周边海关特殊监管区域而建立自贸区。然而该方案被国务院否决。曾有江苏相关人士认为，上海自贸区为试验项目，短时间其他地区申请成功的希望并不大，但要做好第二批试点开启后的准备。在此之后，江苏省先后又提交了“苏州+无锡”、“苏州+南通”、“苏州高新区+昆山+苏州工业园区”和“苏州+连云港”方案，但仍遭到国务院否决。
2013年10月，《新华日报》刊载《连云港：建设国际枢纽大港 服务“丝绸之路经济带”战略》的文章，指出连云港要借助上海自贸区的发展机遇，“进一步建设使用好保税物流中心和出口加工区等海关特殊监管载体，积极申报建设中哈连云港自由贸易区和连云港自由贸易港区，在此基础上申报建设‘丝绸之路经济带’自由贸易区”。
2014年1月13日，时任苏州市副市长徐明表示，苏州拟成为第二批自由贸易区的相关材料已经上报到国务院，将与天津、广东等10多个省市展开竞争。徐明当时表示，对于自贸区方案，苏州商务部门已经在积极研究，相关部门还专门到北京请教了自贸区领域的有关专家。根据专家以及相关人员的指点，苏州也有可能划入自贸区。
在南京江北新区于2015年6月获批国家级新区后，2016年11月，江北新区提出申报自贸区概念。2019年1月，江苏再次提交建立自贸区的方案，申报团队由数十人组成，期间申报文件共修改上百次。同年1月，中共南京市委书记张敬华在南大商学院发表《聚力推动新时代民营经济高质量发展》的演讲，其间就谈到了在南京建立自贸区的可能。而在2017年2月，江苏省人大连云港地区代表在江苏省两会上提出“支持连云港自由贸易港区申报，作为江苏自贸区核心区纳入国家下一批自贸区范围”，提请设立的连云港自贸区规划总面积为120平方公里。
2019年2月，中共苏州市委书记周乃翔在中共江苏省委机关刊《群众》杂志上发表署名文章指出“（苏州）积极复制自贸区经验。制定实施《苏州集成复制自贸试验区经验，打造新一轮改革开放试验田工作方案》，坚持点与面结合、实践性与创新性结合、地方需求与国家战略结合，加快复制推广自贸区第四批30项改革试点经验。积极争取设立苏州自贸区。”
2019年3月，江北新区官网刊载了一篇题为《江北新区对标找差 全力打造江北新主城》的文章，提及江北新区进一步提出江苏自贸区的概念。文章指出江北新区“将积极把握设立江苏自贸区机遇，加大自贸区经验复制集成”。同时，江北新区还将提升开放型经济发展能级，对内将继续深化人事制度改革，加快街道体制改革，创新发展投融资模式等。
2019年4月10日，在由中宣部组织的“推动高质量发展调研行”上海站情况通报会上，上海市发改委副主任朱民在会上透露，长三角区域内将诞生新的自贸区，还在会上指出上海自贸区和长三角区域内其他自贸区之间的关系与任务。会上，朱民认为“上海自贸区要高度配合长三角区域内其他自贸区，在引领长三角高质量发展方面要发挥更大作用”。据《21世纪经济报道》报道，一位接近新建自贸区消息源的人士认为长三角区域内的新建自贸区极有可能会在江苏省落地，将涵盖苏州工业园区等地。而在同月，苏州工业园区举办“以自贸试验区理念促进苏州工业园区更高水平开放和更高质量发展”专题讲座。
2019年7月，南京江北新区表示“将加快形成国家级新区、自贸试验区‘两区联动’发展新优势，努力打造实体经济发展新高地”。同月，多名江苏省政协委员再次提出设立中国（连云港）自由贸易试验区的提案。其后，江苏省商务厅回复称“将大力支持连云港申报自由贸易试验区和自由贸易港”。

### 批复和成立
2019年8月26日，中华人民共和国国务院印发《国务院关于同意新设6个自由贸易试验区的批复》，批准设立中国（江苏）自由贸易试验区，这标志着江苏自贸区的建立方案获得通过。8月30日，中国（江苏）自由贸易试验区在南京江北新区揭牌，中共江苏省委书记娄勤俭、江苏省人民政府省长吴政隆为中国（江苏）自由贸易试验区及南京片区、苏州片区、连云港片区揭牌。当日还举行了项目签约仪式，上海、江苏、浙江自贸试验区管理机构还在当日签署了《上海江苏浙江自由贸易试验区联动发展战略合作框架协议》，江苏省商务厅分别与商务部研究院等六家单位签署了发挥智库作用共同推进自贸试验区研究工作的合作协议。

## 区域规划
根据《国务院关于同意新设6个自由贸易试验区的批复》，江苏自贸区涵盖南京片区、苏州片区、连云港片区，总面积119.97平方公里。
- 南京片区：总面积39.55平方公里，全部位于江北新区，范围为东至长江、横江大道、浦滨路，南至虎桥路、西江路，西至环山路、沿山大道、浦乌路，北至锦绣路、凯天路、浦东路。发展目标为建设具有国际影响力的自主创新先导区、现代产业示范区和对外开放合作重要平台，以“自主创新”为核心定位，充分利用南京的科创人才资源和科创扶持政策优势，吸引全球科创人才和科创企业等创新要素，建设开放型的国际化协同创新创业基地；改善城市创新创业环境，培育一流创新创业生态系统；打破科创企业和科创人才的创新体制束缚，探索深化科技创新体制改革的新方向和新思路[14]。
- 苏州片区：总面积60.15平方公里（含苏州工业园综合保税区5.28平方公里），全部位于苏州工业园区，规划范围涵盖高端制造与国际贸易区、独墅湖科教创新区、金鸡湖商务区、阳澄湖半岛旅游度假区等核心区域，范围为东至园区行政区划界线的沪宁高速公路至强胜路段、尖浦河的强胜路至园区行政区划界线、星港街，南至园区行政区划界线的尖浦河至胜浦路段、中新大道的胜浦路至唯胜路段、听涛路、吴淞江、港田路、东方大道、钟园路、苏州大道东、金鸡湖、西沈浒路、槟榔路、苏慕路、苏惠路，西至园区行政区划界线的强胜路至新开河段、吴淞江西侧、苏嘉杭高速、星兰街，北至扬清路南侧、亚太纸业北侧、市公路管理站东侧、娄江、至和西路、渔泾河、蠡塘路北侧、娄东路东侧、至和东路、珠泾路、杏林街、吉田建材北侧、唯胜路东侧、亭平路、园区13号河道东侧。发展目标为建设世界一流高科技产业园区，打造全方位开放高地、国际化创新高地、高端化产业高地、现代化治理高地。苏州片区将聚焦产业高端升级与创新驱动发展，着力打造具有国际竞争力的“2+3+1”特色产业体系（即新一代信息技术、高端装备制造两大主导产业，生物医药、纳米技术应用、人工智能三大新兴产业，以及现代服务业特色产业），致力建成“贸易投资便利、营商环境一流、创新生态优化、高端产业集聚、金融服务完善、监管高效便捷、辐射带动明显、发展特色鲜明”的高标准、高质量自由贸易园区[14]。
- 连云港片区：总面积20.27平方公里（含连云港综合保税区2.44平方公里），涵盖连云港经济技术开发区、连云区、连云港港的部分区域[15]，范围为东至庙岭、新光路，南至陇海铁路、港城大道、东方大道，西至海滨大道、玉竹路，北至242省道、海岸线。发展目标为建设亚欧重要国际交通枢纽、集聚优质要素的开放门户、“一带一路”沿线国家（地区）交流合作平台。连云港经开区片区将重点发展生物医药、新材料、新能源和高端装备等先进制造业以及现代物流、跨境电商、科技服务、金融服务等现代服务业；连云区片区将重点发展现代物流、健康医养、金融服务、休闲旅游、商务配套、大数据及跨境电商等现代服务业；连云港港区将重点发展港航物流等现代服务业[14]。

## 相关政策措施
国务院印发的《中国（江苏）自由贸易试验区总体方案》中指出，江苏自贸区将推进“证照分离”改革全覆盖，持续推动“多证合一”，同时推进办证改革，加强商事审判队伍建设，行政管理职能与流程优化，创新事中事后监管体制机制，推进投资自由化便利化，完善投资促进和保护机制，大力发展总部经济，提升贸易便利化水平，创新贸易综合监管模式，推动服务贸易创新发展，深化金融领域开放创新，推动创新驱动发展，积极服务国家战略等措施。而在自贸区管辖的范围内，亦会实施一系列政策，如缩短不见面审批（服务）的“3550”目标时长至“2330”目标时长。同时，江苏自贸区在人才的定居留政策，出国、申请职业认可等方面会更加便利，例如高端人才的一卡通政策、高新技术企业认定。另外，自贸区可以进口创新药品、手术机器人等大型医疗设备，亦会引入更多的进口商品，加快通关速度。

## 相关评论
- 华中科技大学教授、光谷自贸区研究中心执行主任陈波表示，江苏在先进制造业方面的优势，可以填补浙江、上海两个自贸区在此方面的弱势，使自贸区的布局更好地满足长三角经济产业结构的需求。南京、苏州的产业特色也符合江苏自贸区与长三角原有自贸区适度错位、竞合发展的需求，而连云港被纳入自贸区后，可以推进与“一带一路”国家合作上发挥更大作用[7]。
- 江苏省社科院研究员丁宏认为，自贸区的贸易便利化、投资便利化，金融便利化，服务便利化等将吸引更多的海内外投资者涌入，尤其是一些境外企业、国际人才。三大片区将成为“江苏开放型经济的展示窗口，成为创新型经济的标杆，进一步提升江苏的国际化水平，为江苏经济注入新活力，提高江苏的区域竞争力[8]”。
- 南京财经大学副校长张为付、国际经贸学院讲师张晓磊认为，“南京、苏州、连云港三大片区建设目标的地方特色明显、建设重点突出、功能定位互补，将协力助推江苏经济更好地实现高质量转型，也为国内其他地区未来的经济体制改革贡献江苏经验”[14]。
- 南京大学商学院教授、博导，南京大学自贸区综合研究院常务副院长，江苏经济国际化决策咨询研究基地秘书长韩剑表示，江苏自贸区除了辐射带动区域协调发展，还能推进作为国家战略的长三角一体化发展，实现高度融合[1]。

### 引用
1. 1 2  颜云霞. . 新华报业网. 2013-10-24  [2019-08-26]. （原始内容存档于2019-08-26）.
2. 1 2 3  中华人民共和国国务院. . 中国政府网. 2019-08-26  [2019-09-01]. （原始内容存档于2019-08-30）.
3. ↑  . 证券时报. 2013-10-24  [2013-10-26]. （原始内容存档于2022-03-11）.
4. ↑  . 每日经济新闻网. 2013-10-31  [2013-10-31]. （原始内容存档于2013-11-02）.
5. 1 2 3 4  王乐凝. . 财经网. 2019-08-26  [2019-09-01]. （原始内容存档于2019-08-26）.
6. ↑  薛蓓. . 扬子晚报. 2013-10-25  [2013-10-26]. （原始内容存档于2013-10-28）.
7. 1 2 3 4 5 6  扬州发布转载自交汇点客户端（新华日报新媒体）. . 澎湃新闻. 2019-08-26  [2019-09-01]. （原始内容存档于2022-03-11）.
8. 1 2 3  赵丹丹 谷伟 张瑜. . 现代快报网. 2019-08-27  [2019-09-01]. （原始内容存档于2019-08-27）.
9. ↑  . 连云港发布. 2017-07-20  [2019-09-01]. （原始内容存档于2019-09-01）.
10. ↑  卢常乐. . 21世纪经济报道 21财经APP. 2019-04-10  [2019-09-01]. （原始内容存档于2020-01-23）.
11. ↑  韩声江. . 澎湃新闻. 2019-04-22  [2019-09-01]. （原始内容存档于2022-03-11）.
12. ↑  耿联. . 新华日报. 2019-08-31  [2019-09-01]. （原始内容存档于2022-03-11）.
13. 1 2  中华人民共和国国务院. . 中国政府网. 2019-08-26  [2019-09-01]. （原始内容存档于2019-08-26）.
14. 1 2 3 4  张为付、张晓磊. . 扬子晚报. 2019-08-28  [2019-09-01]. （原始内容存档于2022-03-11）.
15. ↑  . 连云港市人民政府. 2019-08-31  [2019-09-01]. （原始内容存档于2022-03-11）.